# قلعة إلين دونن

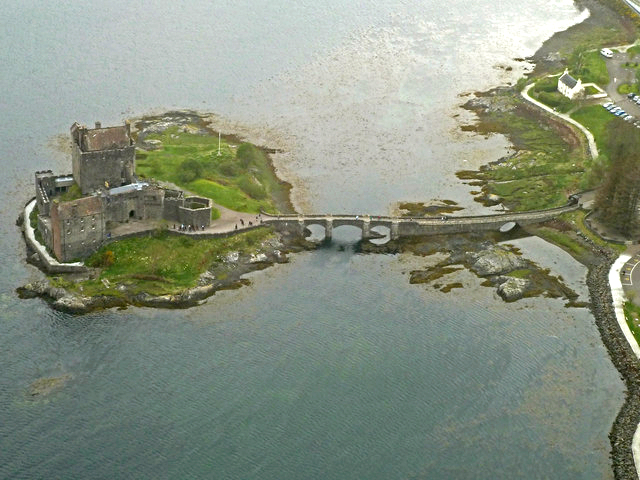
Aerial view of Eilean Donan

قلعة الين دونن (بالإنجليزية: Eilean Donan Castle)‏ تقع في جزيرة تحمل الاسم نفسه في ويقع في بحيرة دوئیك بـإسكتلندا،
تم بناء القلعة الأصلية في أوائل القرن الثالث عشر، للدفاع ضد هجمات الفايكنج

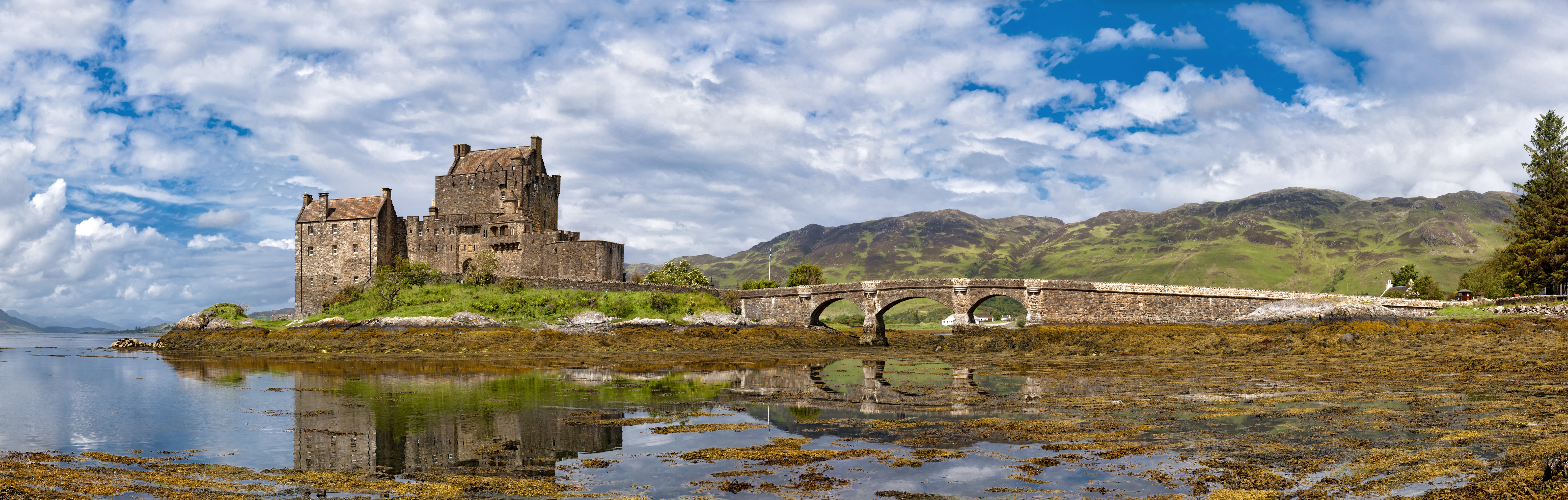
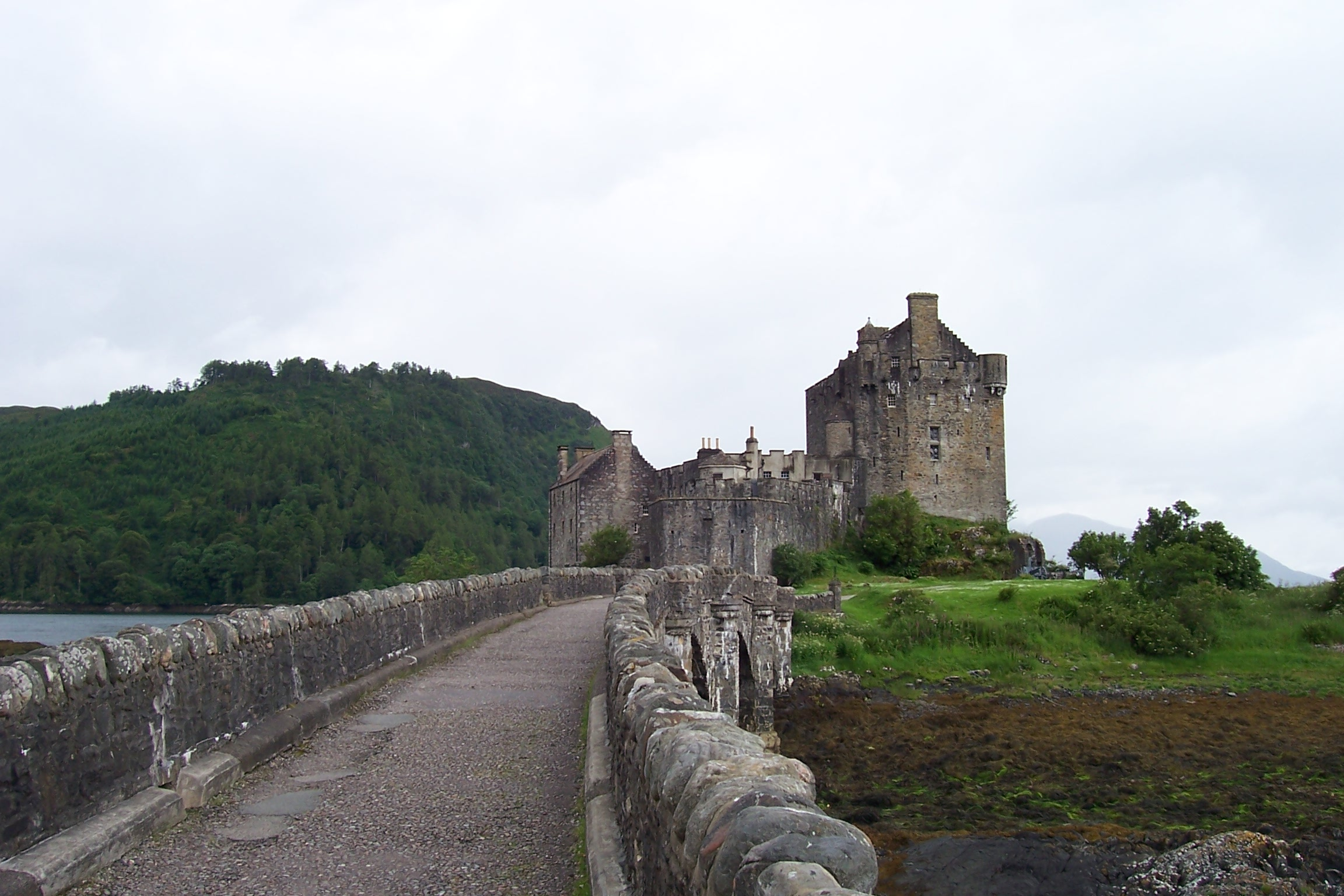
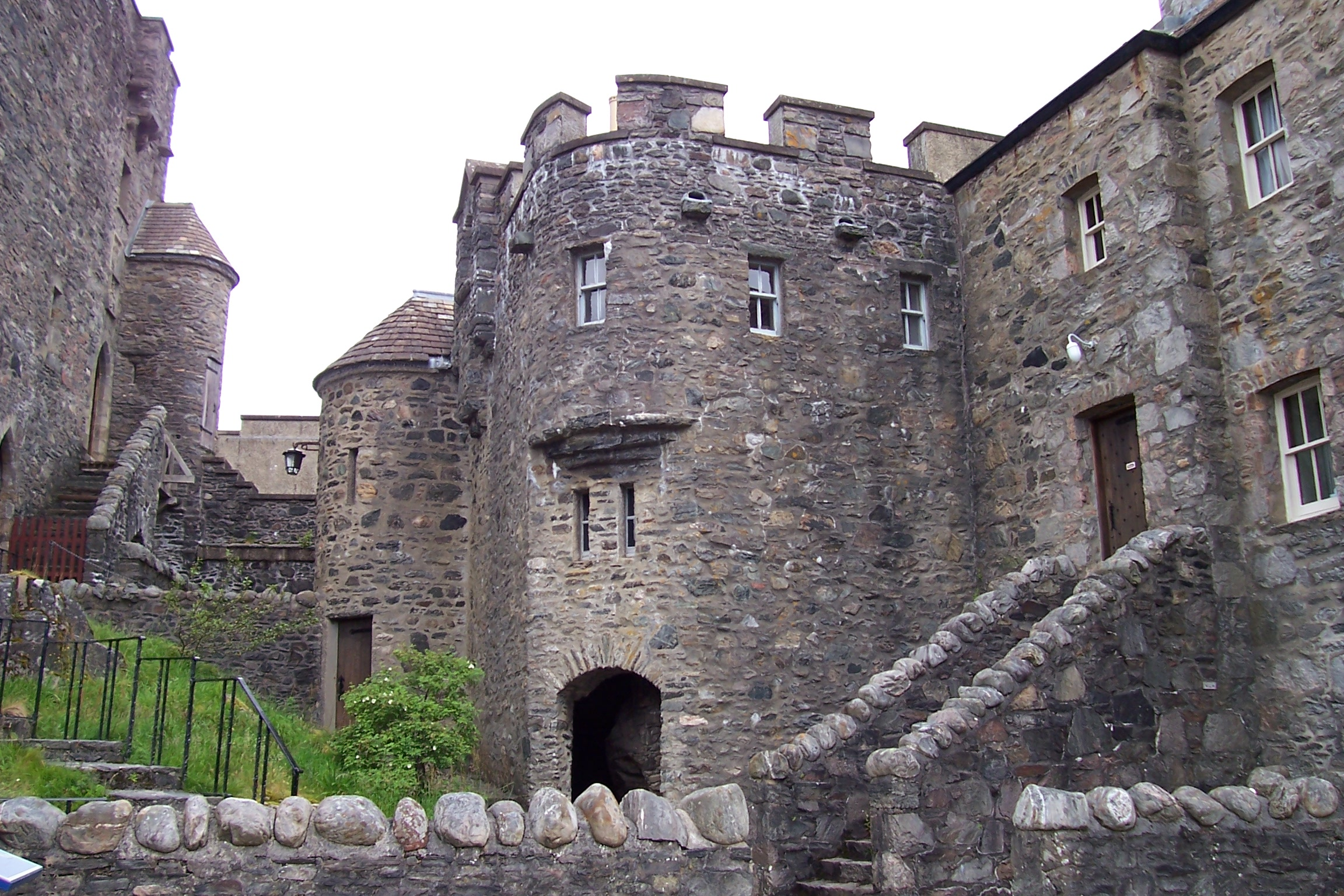
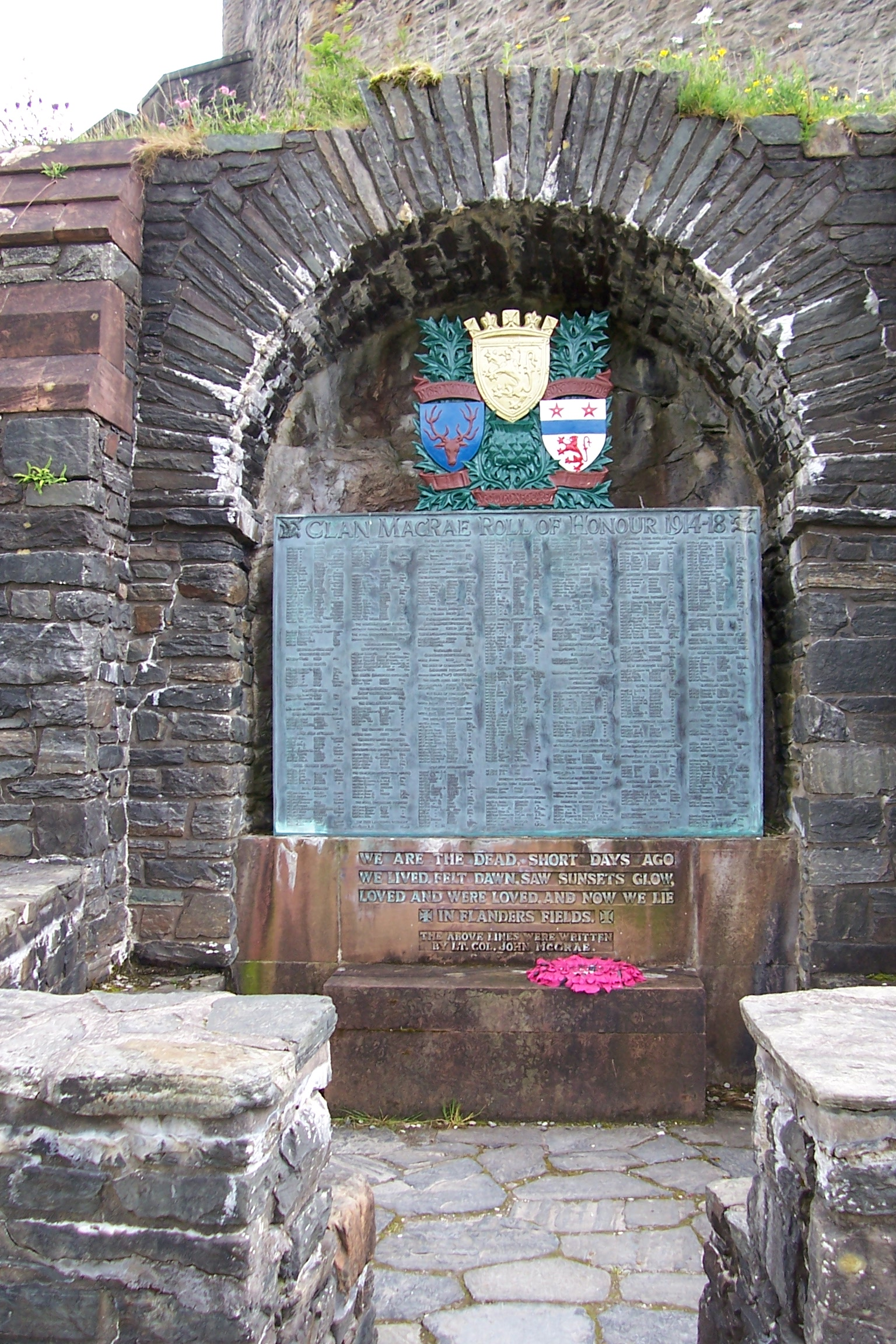

.